# Люксембург във Втората световна война
Люксембург участва във Втората световна война на страната на Съюзниците от 10 май 1940 година до края на войната.
В първите месеци на войната Люксембург запазва неутралитет, но през май 1940 година е нападнат от Германия, която в рамките на ден завзема цялата територия на страната. Великата херцогиня Шарлот се евакуира в Лондон, заедно с правителството на Пиер Дюпон, което продължава да действа в изгнание. През 1942 година Германия анексира цялата страна, но в нея се организира Съпротивително движение. По-голямата част от страната е завзета от Съюзниците през септември 1944 година, но боевете в северните райони продължават до началото на 1945 година.